# Cristóvão da Silveira
Dom Frei Cristóvão da Silveira, O.S.A. (Angra, 12 de março de 1614 — A caminho de Goa Velha, 9 de abril de 1673) foi um escritor e prelado português, arcebispo de Goa e Primaz do Oriente nomeado em 1670, consagrado em 7 de junho de 1671. Faleceu quando estava a caminho da arquidiocese. Deixou manuscritos Curso de toda a philosophia e um Tratado da sciencia de Deus, em latim, guardados no Convento da Graça, em Lisboa.

## Biografia
Nasceu em Angra a 12 de março de 1614, filho do capitão Cristóvão de Lemos de Mendonça e de D. Inês da Silveira Borges. Era religioso da Ordem dos Eremitas de Santo Agostinho, tendo-se recolhido ao Convento de Nossa Senhora da Graça, em Lisboa, onde professou a 14 de outubro de 1632.
Tranferiu-se para Coimbra, onde em 1666 foi reitor do Colégio dos Agostinianos de Coimbra e onde se dedicou ao ensino e à escrita. Desse labor conhecem-se dois manuscritos em latim intitulados Cursus Totius Philosophiae ad Mentem D. Augustini (Curso de toda a filosofia) e Tractactus de Scientia Dei (Tratado da ciência de Deus). Estes manuscritos conservavam-se na livraria do Convento da Graça, de Lisboa.
D. Pedro II, sendo ainda regente do reino, elegeu-o XII Arcebispo de Goa, sendo confirmado pela bula de Clemente X, Graties divinae praemium de 22 de dezembro de 1670. Foi consagrado em 7 de junho de 1671, no Convento da Graça de Lisboa, tendo como consagrante o núncio apostólico D. Francesco Ravizza, bispo titular de Sidon. Para além de Primaz da Índia, era membro do Conselho do rei de Portugal.
Partiu para a Índia em 1672, mas foi acometido de grave doença morrendo na viagem a 9 de abril de 1673, entrando em Goa já cadáver para ser sepultado na capela-mor da Sé Catedral de Santa Catarina, onde o seu túmulo é mantido.